# كاسبارو بالبي

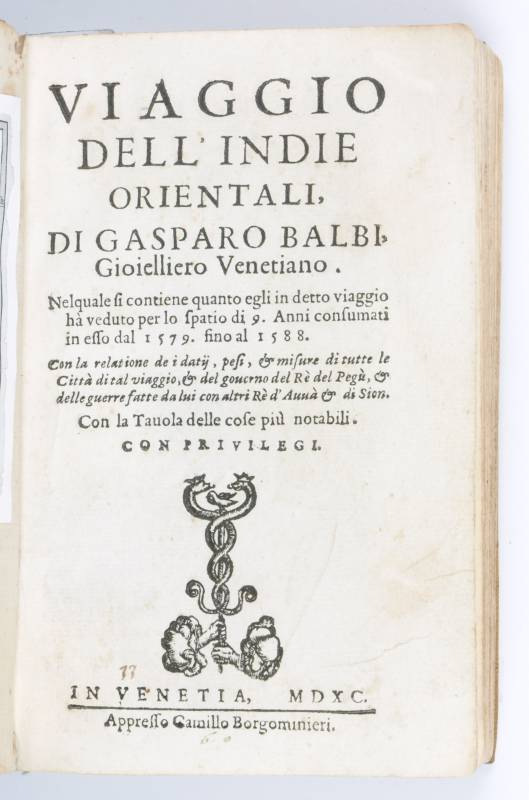
صفحة من كتاب رحلة كاسبارو بالبي إلى الهند

كاسبارو بن ترانكويللو، رحالة إيطالي، ولد عام 1550م في البندقية من أسرة بالبي العريقةُ في البندقيةِ، وقد عمل تاجراً وسافر إلى عدة مناطق في الشرق الأوسط والشرق الأقصى سعياً للحصول على التوابل والأحجار الكريمة وما إلى ذلك. وله رحلات عديدة كتبها، تتضمن ما شاهده من المدن التي مر بها في أسفاره، وتعد رحلته من أفضل الرحلات الواصلة إلينا وذلك لقدمها من جهه وتفصيلها الدقيق من جهه أخرى. ترجمها إلى العربية الأب بطرس حداد وقامت بنشرها عدة دور نشر.

## تجارته
فاتح كاسبارو تاجرين معروفين من مدينته ليقرضاة بضائع مرغوبه في الشرق ليتاجر بهما في بلاد الشام لقاء احجار كريمه يحصل عليها هناك ليرسلها إليهما، فاقتنعوا بة ولبيا طلبة، فتسلم ما مقداره 1044 دوقية، وشد الرحال إلى الشرق نحو 1576 وهو في عز شبابه.
مرت الأيام والسنون والتاجران ينتضران على احر من الجمر وصول الأحجار الكريمةِ التي كانا يحلمان بها، لكنهما لم يستلما شيئاً بل لم يستلما أي خبر
من بالبي فتسربلت الشكوك إلى نفسيهما وعيل صبرهما، وكتبا إلى صديق لهما في حلب يخولانه بالبحث عن بالبي مقاضاته.
فوجده وكتب لهما أنة قد عانى طويلا من رحلته وسافر إلى الهند عن طريق بلاد الرافدين، وطمأنهما بأنة سيعود بعد سنتين. لكن بالبي لم يعد حتى توفي التاجران فعاد إلى البندقية عام 1588م فقاضوه ابنائهم وزج بة في السجن، لكن سرعانما خرج بكفالة وسافر مرة أخرى إلى الهند

## رحلته
دون بالبي عن رحلته الكثير، فهو لم يترك كبيرة ولا صغيرة الا وسأل عنها المسافرين أو الملاحين وكان يسجل في دفتره أسماء المواقع كما يسمعها منهم، واخبار الناس وعاداتهم كما يفهمها من مرافقيه. وهو واحد من عدة رحالة أجانب زاروا بغداد في العهد العثماني، فقد انطلق من حلب في 23 كانون الأول عام 1579م ثم في الفرات إلى الفلوجة وبغداد، وبعدها يستقل مركباً يبحر فية في دجلة إلى البصرة ثم في البحر إلى هرمز والهند وسيلان، ثم رجع في خطاه في نفس الطريق ليعود إلى وطنه البندقية

## كتابة
طبع كتابة أول مرة في عام 1590م في البندقية على يد الناشر كاميليو بوركومينيري في 159 صفحة، وأسماة ((رحلة إلى الهند الشرقية-الجوهري البندقي كاسباروبالبي)).
وفي عام 1605م ترجمت الرحلةُ إلى الألمانيه في فرانكفورت ثم إلى اللاتينية والهولندية، وترجمت الرحلةُ إلى الإنجليزية وطبعت في لندن عام 1625م ونشرت في لندن مرة أخرى على هيئة اجزاء صغيرة عام 1706
وفِي القرن العشرين نشرت في الإيطالية ضمن سلسلة عنوانها (ramusio).
وترجمها إلى العربية الأب بطرس حداد عام 1985.

## وفاته
توفي عام 1624 أو اقل على الأرجح. وكان قد أصبح ثرياً وافتتح محلاً للجواهر.

## المصدر
رحلة الايطالي كاسبارو بالبي- بطرس حداد
Viaggio dell'Indie orientali
غاسبارو بالبي